# Sånger om dej och mej
Sånger om dej och mej är ett musikalbum från 2009 med den svenska vissångaren CajsaStina Åkerström. Hon sjunger här huvudsakligen egna visor.

## Låtlista
Text och musik av CajsaStina Åkerström om inget annat anges.
1. Dagen är vaken – 3'25
2. Främmande stad – 3'23
3. Sången om dej och mig (Tomas Andersson Wij) – 4'23
4. Vår sång – 4'20 (Duett med Jack Vreeswijk)
5. Livet tur och retur – 3'07
6. Chans – 4'20
7. Nu – 4'15
8. Min enda vinge – 4'12
9. Två – 4'57
10. Minns du den sommar (Terry Gilkyson/Richard Dehr/Frank Miller/Pär Rådström) – 3'51
11. Jag hade en gång en båt (Cornelis Vreeswijk) – 3'50

## Medverkande
- CajsaStina Åkerström – sång
- Steve Dobrogosz – piano, Fender Rhodes
- Backa-Hans Eriksson – bas
- Johan Löfcrantz Ramsay – trummor
- Roger Gustafson – gitarr
- Roger Krieg – tenorbas (6)

## Mottagande
Skivan fick ett blandat mottagande när den kom ut med ett snitt på 2,6/5 baserat på elva recensioner.

## Listplaceringar
| Lista (2009) | Topplacering |
| ------------ | ------------ |
| Sverige      | 15           |